# Manhiça (Distrikt)

Lage des Distrikts in Mosambik

Manhiça ist ein Distrikt der Provinz Maputo in Mosambik mit Verwaltungssitz in der namensgebenden Kleinstadt Manhiça. Der Distrikt grenzt im Süden an den Distrikt Marracuene, im Westen an die Distrikte Moamba und Magude sowie im Norden an den Distrikt Bilene der Provinz Gaza. Im Osten befindet sich der Indische Ozean.

## Bevölkerung
Der Distrikt Manhiça ist 2373 Quadratkilometer groß und hatte 2007 eine Einwohnerzahl von 192.638 Menschen, was einer Bevölkerungsdichte von 81,5 Einwohnern pro Quadratkilometern entspricht. Im Vergleich zur Bevölkerungszählung 1997 – damals lebten im Distrikt Manhiça 130.351 Menschen – ist die Zahl um 47 Prozent gestiegen. Die Bevölkerung ist im Durchschnitt sehr jung, etwa 41 Prozent aller Einwohner sind unter 15 Jahren, sowie mehrheitlich ländlich geprägt; etwa zwölf Prozent wohnen in urbanisierten Umgebungen.

## Einrichtungen und Dienstleistungen
Im Distrikt Manhiça befinden sich 183 Schulen, davon sind 85 Grundschulen (escolas do ensino primário). Des Weiteren gibt es 22 Gesundheitsstützpunkte sowie ein Landkrankenhaus („Hospital Rural“) für die medizinische Versorgung der Bevölkerung.
Drei mosambikanische Banken, die ehemals staatliche Millennium bim, die Banco BCI sowie Barclays, unterhalten jeweils eine Filiale im Distrikt, alle im Hauptort Manhiça.

## Verwaltungsgliederung

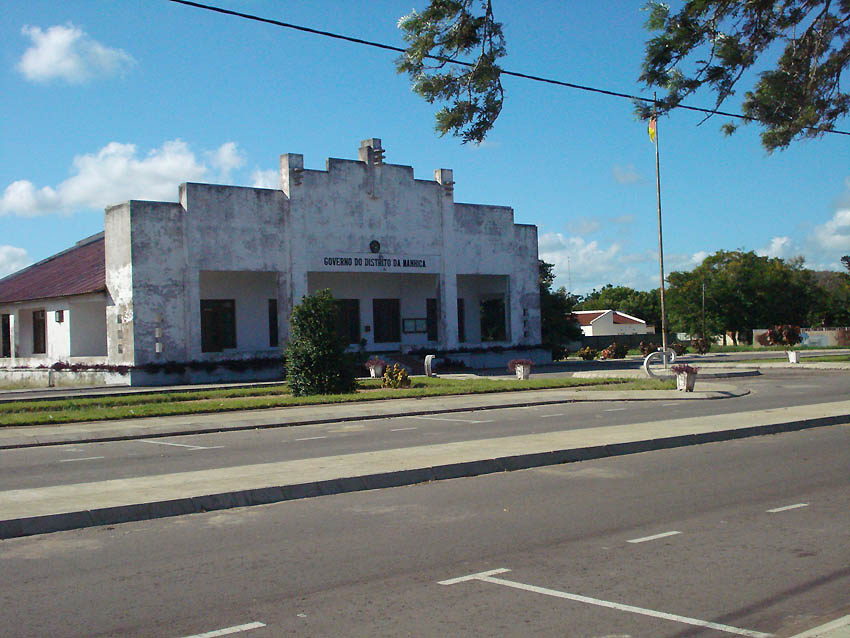
Sitz der Distriktverwaltung in Manhiça

Der Distrikt Manhiça ist in sechs Verwaltungsposten (postos administrativos) gegliedert:
- Manhiça mit der umliegenden Ortschaft Maciana
- Xinavane mit der umliegenden Ortschaft 25 de Setembro
- 3 de Fevereiro mit den umliegenden Ortschaften Nwamatizyane und Taninja
- Calanga mit den Ortschaften Checua und Lago Pate
- Maluana mit der umliegenden Ortschaft Munguine
- Ilha Josina Machel mit den Ortschaften Maguiguana und Nzonguene

Seit 1998 ist Manhiça ein Munizip (município), damit sind vor allem mehr Selbstverwaltungsrechte verbunden. Zudem hat die lokale Bevölkerung seitdem das Recht den Bürgermeister des Distrikts selbst zu wählen.

## Verkehr

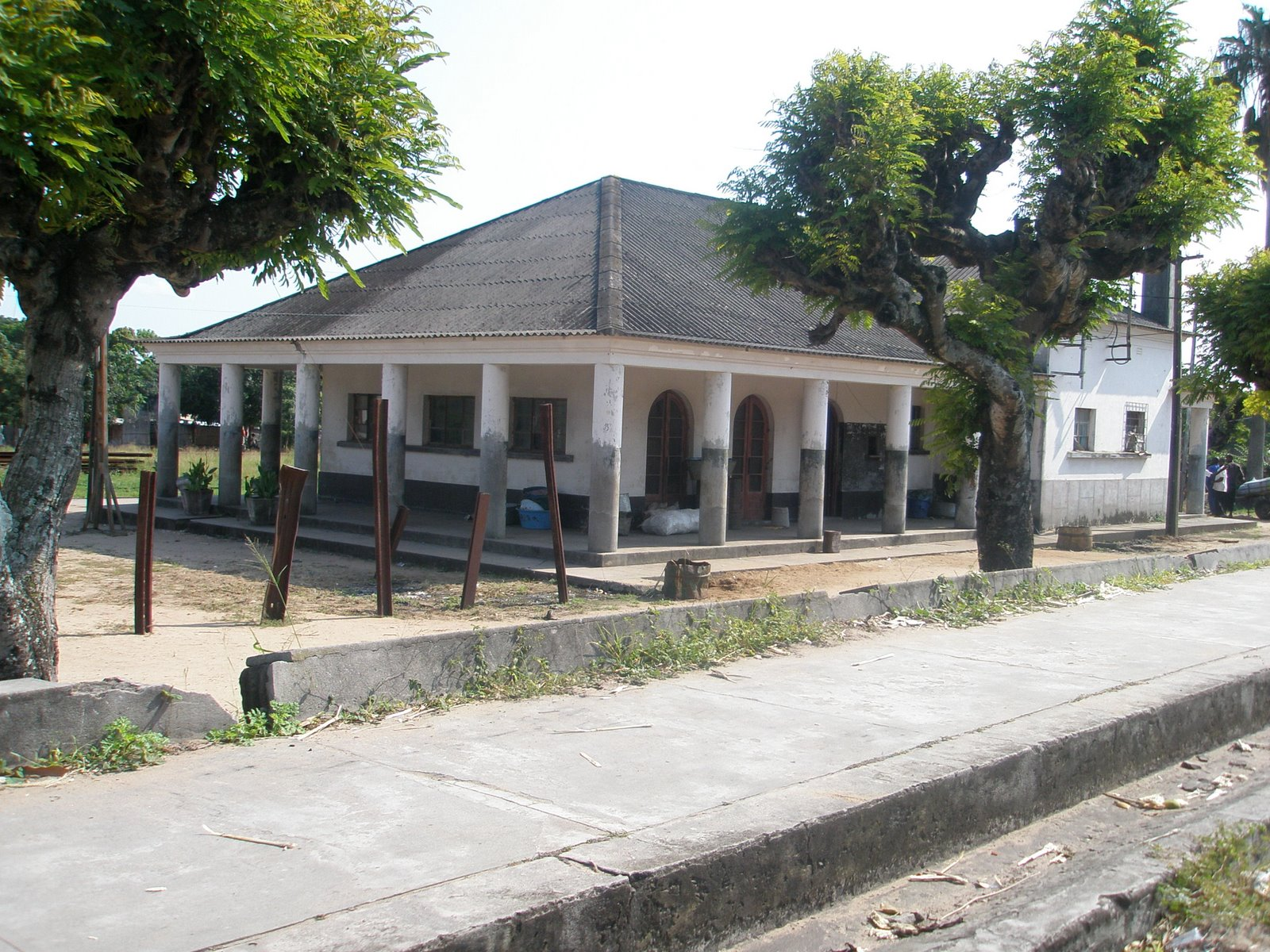
Bahnhof von Manhiça

Der Distrikt Manhiça wird durch die wichtige Fernstraße EN1 erschlossen, sie ist eine Nationalstraße zwischen dem Ballungsraum Maputo und dem Norden Mosambiks und zählt zu den bedeutendsten Verkehrsadern des Landes. Der Distrikt profitiert insbesondere von Reisenden, die in Manhiça anhalten. 
Auch durchläuft die Eisenbahnstrecke Linha de Limpopo (Maputo–Simbabwe) das Distriktsgebiet. In Manhiça selbst gibt es einen Bahnhof.